# Martin Birger Natanael Ekenberg
Martin Birger Natanael Ekenberg, alias "Justus Felix" og "Ziskas" (født 12. marts 1870 i Töreboda, Sverige – død i februar 1910 i Brighton, England) var en svensk kemiker, opfinder og filosof, og anses som ophavsmanden til verdens første dokumenterede brevbombe. Ekenberg var uddannet indenfor kemi og teknik ved Tekniska högskolan i Stockholm, og havde en doktorgrad i filosofi fra universitetet i Kaliningrad.
Efter en serie bombeattentater i Sverige mellem 1904 og 1909 blev Ekenberg arresteret i London og anklaget for attentaterne. Han tilstod dog aldrig, og i 1910 døde han pludseligt af et slagtilfælde, mens han var varetægtsfængslet i Brighton, kort efter at en engelsk domstol havde besluttet at udlevere ham til retsforfølgelse i Sverige.
Foruden brevbomben udviklede han en metode til fremstilling af tørmælk og pulverkaffe, ligesom han fandt en metode til at raffinere fiskeolie fra sild til maskinolie. Han udviklede også en teknik, hvormed man kunne effektivisere fiskeindustrien ved at udføre rensningen og konserveringen af fisk til havs på fiskerbådene.

## Biografi
Som 15-årig begyndte Martin Ekenberg at arbejde som kemiker, samtidigt som han studerede ved Tekniska högskolan i Stockholm. Han begyndte hurtigt at lancere egne opfindelser, som han mente, de store svenske firmaer Laval og Seperator burde satse på. I begyndelsen af 1890'erne havde han udviklet en metode, der kunne bestemme fedtindholdet i mælk, men direktøren for Separator, Karl Fredrik Lundin, mente at metoden var for upraktisk til at realisere.
I 1896 flyttede Ekenberg til Göteborg, hvor han dannede Aktiebolaget Oljeraffinaderi, og begyndte at udvikle en teknik, hvormed fiskeolie kunne raffineres til maskinolie. På opfordring af John Hammar fra Hammar & CO oprettede han en lignende fabrik i Hamburg. Med tiden mistede John Hammar dog tilliden til Ekenberg, og advarede andre til at gøre forretning med ham. Flere havde da investeret betydelige summer i Ekenbergs projekter, men resultaterne udeblev.
Ekenberg kunne dog i 1900 modtage det prestigefyldte svenske Polhempriset for sine undersøgelser og eksperimenter med at udvikle mekanisk fiskerensning og konservering til industrien. En opfindelse, der med tiden skulle vise sig brugbar.
Martin Ekenberg flyttede i 1905 til London, hvor han grundlagde firmaet The Ekenberg Milk Products Company, og lancerede flere opfindelser, der bl.a. omfattede fremstilling af tørmælk, pulverkaffe og energiforsyning fra tørvemoser.

### Den første bombe
Ekenbergs karriere som bombemand begyndte den 19. august 1904, da en bombe eksploderede i hænderne på Karl Fredrik Lundin, der nu var direktør for Svenska Centrifugbolaget, og knuste samtlige vinduer på hans kontor, rev malerierne af væggene, og løsnede en mellemvæg. Lundins tøj fattede ild, og han blev forbrændt, men overlevede. Bomben var fremstillet af revolverpatroner og sprængstoffer.
Dette attentat blev udført med verdens første dokumenterede brevbombe. Russiske anarkister og nihilister blev hurtigt mistænkt for attentatet af medierne, men efter et par dage modtog Karl Fredrik Lundins virksomhed et postkort, der afsluttedes med ordene: "Du är mogen, har en f d arbetare hos dig bestämt" – du er moden, har en forhenværende ansat besluttet.

### Den anden bombe
Ved det næste attentat, kaldet den valentinska parfymflaskan, eksploderede en brevbombe den 4. maj 1905 på posthuset ved Linnégatan i Stockholm. Tre ansatte ved posthuset blev skadet, hvoraf postbuddet Johan Gottfrid Sundsvall blev hårdest skadet. En korkprop trængte gennem hans læbe, og slog en tand ud, han fik glassplinter i øjnene, og kun to fingre på hans venstre hånd kunne efterfølgende reddes.
Modtageren af forsendelsen, dommerfuldmægtig Alfred Valentin, havde ikke afhentet sin pakke, der angiveligt skulle have indeholdt parfume. Et par dage senere ankom to breve, poststemplede i Berlin, med et stærkt antisemitisk indhold, hvor Valentin omtales som "den jødiske parasit Alfred Valentin". Afsenderen oplyste her, at han tilhørte en international ring af politiske spioner.

### Den tredje bombe
Den 9. oktober 1909 udførte han det tredje attentat, da John Hammar, nu direktør for Sveriges allmänna exportförening, modtog en pakke. I pakken lå halvdelen af forsiden af det anarkistiske tidsskrift Brand og en sort papcylinder. Da Hammar ville fjerne låget på cylinderen udløstes en eksplosion, der rev tommelfingeren og pegefingeren af hans højre hånd.
Nogle uger inden attentatet havde Ekenberg i manifester til de svenske aviser Aftonbladet og Social-Demokraten udgivet sig for at være Justus Felix, talerør for Socialdemokraternas domstol, verkställande utskottet. I brevene skrev han bl.a. at "vi tro på den undergörande verkan af en bomb då och då. Den reformerar hastigt ett uselt kapitalistsamhälle" og "Särskildt är vår uppmärksamhet riktad på de samhällets vampyrer och parasiter, som själfva ej deltaga uti det produktiva arbetet men som uppträda som mäklare vid varuutbytet och därvid nedpressa arbetslönerna för att få stoppa en oskälig vinst i egen ficka".
I dagene efter attentatet mod John Hammar modtog avisen Dagen endnu et brev fra Socialdemokraternas domstol, verkställande utskottet, hvori man kunne læse anklagen og dødsdommen mod Hammar. Brevet var håndskrevet, og underskrevet med navnet Gustav Malmborg. Tidskriftet Brand havde publiceret flere artikler af denne Gustav Malmborg, bl.a. i det nummer hvis halve forside lå i pakken til Hammar.
Tidsskriftets redaktør, Hinke Bergegren, blev forhørt af politiet i Stockholm, men han kunne ikke sættes i forbindelse med bomben.

### Den fjerde bombe
Samme dag som John Hammer modtog sin bombe, modtog også direktør Johan Sjöholm, Lindholmens och Motala verkstäder i Göteborg en pakke. I faderens fravær havde hans søn, Adrian Sjöholm, åbnet pakken, der angiveligt skulle indeholde en fyldepen, som en ven af faderen havde lånt, og nu ville returnere. Den snor, der skulle udløse bomben brast, og den sprang aldrig.
Også denne bombe var fulgt op af breve til Göteborgs Handels- & Sjöfartstidning og Göteborgs Aftonblad med Socialdemokraternas Domstol som afsender. Heri kunne man læse, at Johan Sjöholm skulle straffes, idet han var anklaget for at have fyret ansatte for at erstatte dem med strejkebrydere.

### Opløsningen
Det var håndskriften i disse breve til aviserne, der koblede Martin Ekenberg til bomberne og attentaterne. Samme aften som John Hammar blev udsat for sit attentat, genkendte overingeniør Alf Larsson håndskriften i brevet til Aftonbladet. Ved en husransagning i Ekenbergs hjem og laboratorium i Clapham i London fandt politiet ingredienserne til fremstilling af sprængstof, tændsatser og aluminiumstumper. Der var også et lille trykkeri med bogstaver, der matchede dem, der var brugt i brevene fra Socialdemokraternas domstol, verkställande utskottet.
Senere fandt man også den anden halvdel af forsiden til det nummer af Brand, der havde været i pakken til John Hammar. Martin Ekenberg tilstod aldrig attentaterne og døde i februar 1910, efter en engelsk domstol havde besluttet at udlevere ham til videre retsforfølgelse i Sverige.
Ekenbergs motiv for attentaterne, menes at have været hævn og bitterhed.